# Óleo de Peroba
Óleo de Peroba é uma marca registrada de lustra-móveis da Manufatura Produtos King Ltda. É produzido à base de óleos e solventes vegetais e minerais e tem efeito hidratante sobre a superfície onde é aplicado.

## Popularidade
O Óleo de Peroba foi introduzido no mercado em 1928 pela King, um fabricante de produtos de limpeza com sede no Rio de Janeiro. Atualmente este produto é o carro-chefe da empresa, contribuindo em mais de metade no resultado das vendas, e tem cerca de 86% de participação no mercado de óleos para cuidado com móveis.
Devido à popularidade do produto, o termo óleo de peroba passou a ser também, por associação com a gíria "cara-de-pau", usado para insinuar que alguém é falso ou corajoso ou audaz.
Em 2006 a King manifestou publicamente desagrado pelo uso do nome de seu produto por Osmar Lins Peroba, nascido Osmar de Oliveira Lins, candidato pelo Partido dos Aposentados da Nação (PAN) a deputado estadual por São Paulo, que se apresentava com um frasco de Óleo de Peroba, exclamando "Peroba neles!". O caso seguiu para o departamento jurídico da empresa.
Outro exemplo do uso do termo com esse significado pode ser visto em A face do abismo, um livro de ficção de 1988 da autoria de Charles Kiefer. Na obra o escritor descreve o seguinte diálogo entre Gumercindo e a secretária:
Gumercindo - Me traz um vidro de óleo de peroba.
Secretária - Um vidro de óleo de peroba? Pra que é que o senhor quer um vidro de óleo de peroba?…
Gumercindo - Quero um vidro de óleo de peroba pra lustrar a cara-de-pau desse cafajeste!
Mais um exemplo do uso do termo está no trecho da letra da música Casal Mitomaníaco da banda de Pop Punk Pato a Fricassê: Pras nossas caras de pau já comprei óleo de Peroba, Eu a enrolo e ela me enrola 